# Todd Akin
William Todd Akin (ur. 5 lipca 1947 w Nowym Jorku, zm. 3 października 2021) – amerykański polityk, członek Partii Republikańskiej.

## Działalność polityczna
Od 1988 zasiadał w stanowej Izbie Reprezentantów Missouri, a następnie od 3 stycznia 2001 do 3 stycznia 2013 przez sześć kadencji był przedstawicielem 2. okręgu wyborczego w stanie Missouri w Izbie Reprezentantów Stanów Zjednoczonych.